# 朝鮮民主主義人民共和國選舉

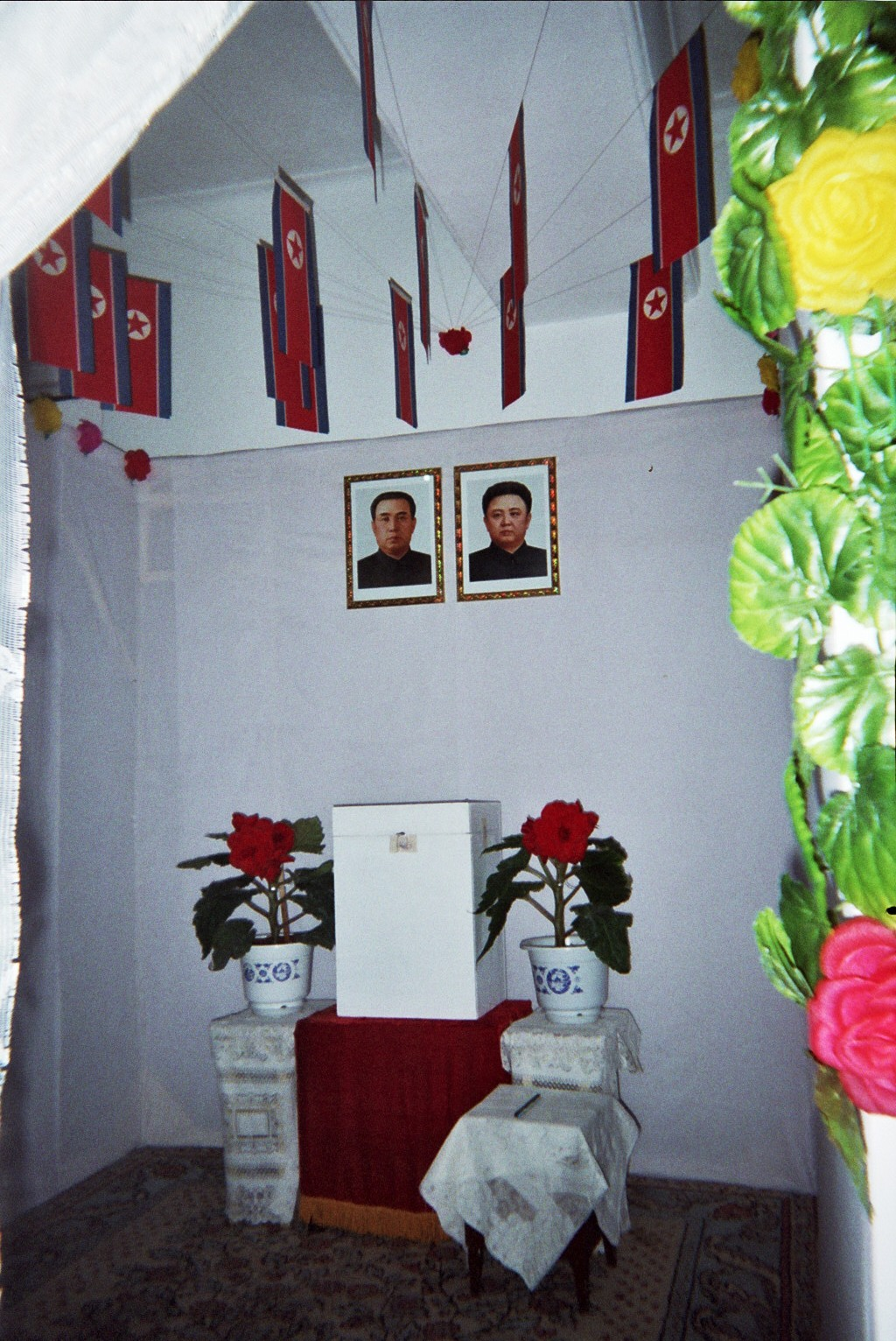
投票站

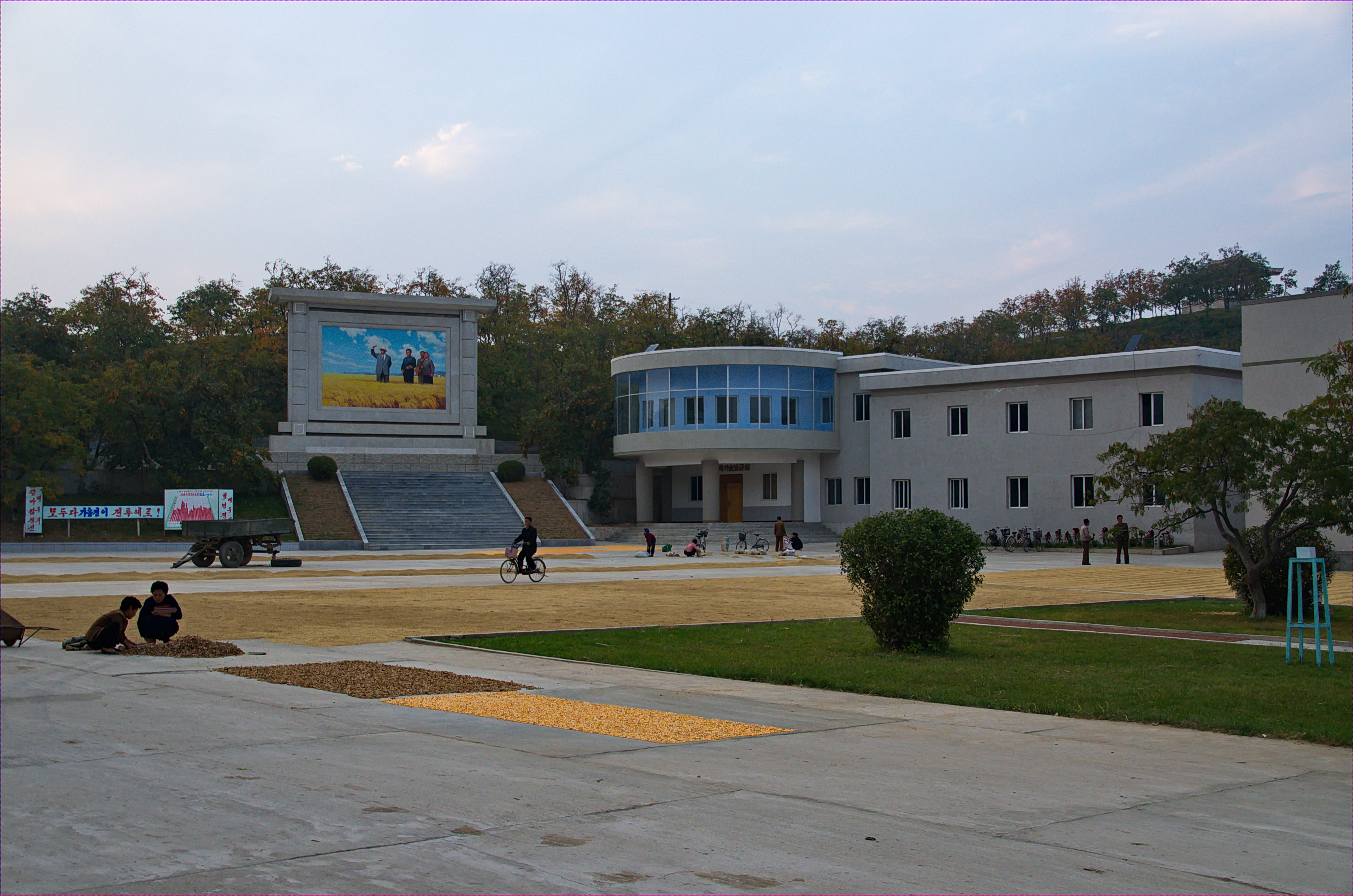
一個村鎮委所在地

朝鮮民主主義人民共和國的選舉(：／)，是大約每五年一度舉行，用以選出最高人民會議的議席，以及道或直轄市、市和郡等的「人民代表」，而在最高人民會議選舉中當選的議員則會自動成為祖國統一民主主義戰線的成員。 
儘管如此，但由於北韓的選舉實質上是由該國的執政黨朝鮮勞動黨在背後操縱和直接控制，而勞動黨在每次的選舉中皆能取得議會中絕大部份的議席
，其他非勞動黨的議員也是由勞動黨控制，類似于中華人民共和國的「民主黨派」。因此，輿論認為北韓的選舉僅為一場假選舉或是表演式選舉 。

## 背景
自在1948年首屆的最高人民會議成立以後，北韓就設有選舉制度。據該國的憲法規定所有17歲以上的公民不論性別、年齡、宗教和政治信仰都享有選舉和被選舉權。同時，憲法的第91條也例明最高人民會議的議席是由人民直接選舉決定的。此後，第6條又指投票是以秘密方式進行的。在選舉前夕，平壤當局會通過傳媒向民眾宣傳選舉即將來到，並請求人民踴躍投票。而在投票時，選民直接把印有唯一候選人名字的選票投入票箱即為支持，反之則需在該名字上打交叉，再投入票箱。
直至2019年，北韓共進行過14次的最高人民會議選舉。

## 爭議
雖然朝鮮憲法指任何年滿17歲以上的國民也有被投票權，但參選人均由勞動黨事前議定。同時，由於各投票站都有警察、國安局人員和勞動黨成員駐守，因此選民若對參選人投入反對票，會被即時監視。故此，不少的脫北者更聲稱投下反對票是一件非常危險的事情。此外，儘管北韓在法律上而言並沒有實行強制投票，但選民在沒有合理解釋下不去投票會被警察調查。因此選舉中，參選人當選率和投票率也接近百分之百，外界也因而批評北韓的選舉只是假選舉。

## 歷屆選舉結果
自1948年起，朝鮮最高人民會議共進行過14次的選舉，而最近一次是在2019年。
2023年11月26日，朝鲜举行的地方人民会议代议员選舉，韩联社引述朝中社28日报道，选举中出现反对票，在投票者中，对道（直辖市）人民会议代议员候选人的赞成率为99.91%，反对率为0.09%；对市和郡人民会议代议员候选人的赞成率为99.87%，反对率为0.13%，為朝鲜官媒首次报道选举中出现反对票。
| 歷屆選舉結果列表 | 歷屆選舉結果列表 | 歷屆選舉結果列表 | 歷屆選舉結果列表 | 歷屆選舉結果列表 | 歷屆選舉結果列表 | 歷屆選舉結果列表 | 歷屆選舉結果列表 | 歷屆選舉結果列表 | 歷屆選舉結果列表 | 歷屆選舉結果列表 | 歷屆選舉結果列表 | 歷屆選舉結果列表 | 歷屆選舉結果列表 | 歷屆選舉結果列表 |
| 屆數             | 1                | 2                | 3                | 4                | 5                | 6                | 7                | 8                | 9                | 10               | 11               | 12               | 13               | 14               |
| ---------------- | ---------------- | ---------------- | ---------------- | ---------------- | ---------------- | ---------------- | ---------------- | ---------------- | ---------------- | ---------------- | ---------------- | ---------------- | ---------------- | ---------------- |
| 年份             | 1948年           | 1957年           | 1962年           | 1967年           | 1972年           | 1977年           | 1982年           | 1986年           | 1990年           | 1998年           | 2003年           | 2009年           | 2014年           | 2019年           |
| 最大黨           | 朝鮮勞動黨       | 朝鮮勞動黨       | 朝鮮勞動黨       | 朝鮮勞動黨       | 朝鮮勞動黨       | 朝鮮勞動黨       | 朝鮮勞動黨       | 朝鮮勞動黨       | 朝鮮勞動黨       | 朝鮮勞動黨       | 朝鮮勞動黨       | 朝鮮勞動黨       | 朝鮮勞動黨       | 朝鮮勞動黨       |
| 所得議席         | 157              | 178              | 371              | 288              | 127              | 資料從缺         | 資料從缺         | 資料從缺         | 601              | 594              | 649              | 606              | 606              | 607              |
| 總議席           | 572              | 215              | 383              | 457              | 541              | 579              | 615              | 655              | 687              | 687              | 687              | 687              | 687              | 687              |
| 比率             | 27.4%            | 82.8%            | 96.9%            | 63.0%            | 23.4%            | 資料從缺         | 資料從缺         | 資料從缺         | 87.5%            | 86.5%            | 94.4%            | 88.2%            | 88.2%            | 88.4%            |
| 資料來源         | [ 6 ]            | [ 6 ]            | [ 6 ]            | [ 6 ]            | [ 6 ]            | [ 6 ]            | [ 6 ]            | [ 6 ]            | [ 6 ]            | [ 6 ]            | [ 6 ]            | [ 6 ]            | [ 7 ]            | [ 8 ]            |

## 資料來源
1. 1 2 3 4 5  Ralph Hassig,Kongdan Oh. "The Hidden People of North Korea: Everyday Life in the Hermit Kingdom". 197
2. 1 2 3  Kyŏng-sŏ Pak "Promoting Peace and Human Rights on the Korean Peninsula". 93-94
3. ↑  . BBC. 2019-03-12  [2023-12-27]. （原始内容存档于2023-12-27） （中文）.
4. 1 2  "North Korea votes for new rubber-stamp parliament" Associated Press 8 3 2009
5. ↑  朴慧润. . 韩联社（韩国联合通讯社）. 2023-11-28  [2023-11-28]. （原始内容存档于2023-11-30） （中文）.
6. ↑  Nohlen, D, Grotz, F & Hartmann, C (2001) Elections in Asia: A data handbook, Volume II, p403
7. ↑  "朝代議員名單公佈 天安艦主謀再當選" 的存檔，存档日期2014-03-12. 《朝鮮日報》中文版 2014 3 12
8. ↑  . 統一新聞. 2019-03-12  [2019-03-13]. （原始内容存档于2018-09-08） （韩语）.